# ريك تومسون
ريك تومسون (بالإنجليزية: Rick Thompson) هو محامي وسياسي أمريكي، ولد في 2 أكتوبر 1952 في لويزا في الولايات المتحدة. حزبياً، نشط في الحزب الديمقراطي.